# Blanchs Café

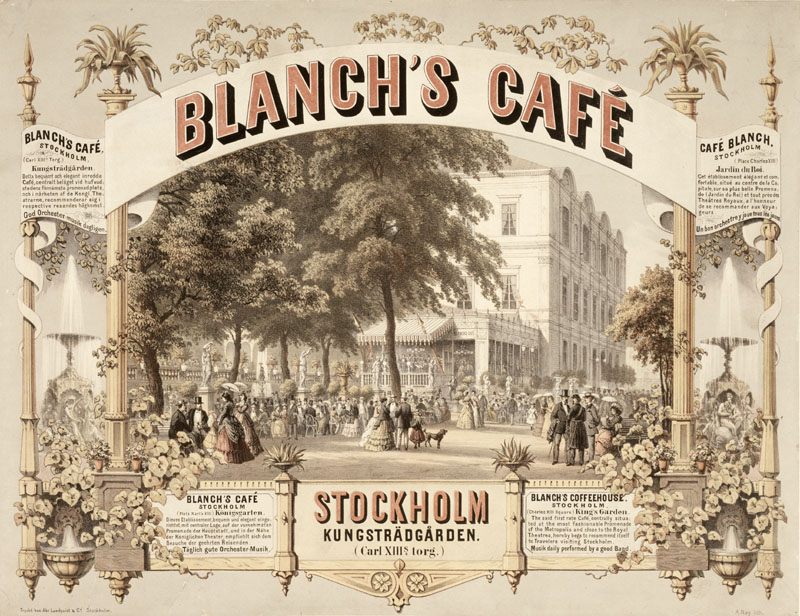
Plakat für Blanch’s Café, Entwurf Alexander Nay

Blanchs Café, auch Blanchs café, Blanchs kafé oder Blanch’s café, war ein traditionsreiches Kaffeehaus in Stockholm.

## Geschichte und Beschreibung
Blanchs Café wurde von dem aus Berlin stammenden Gastronomen Theodor Blanch gegründet. Er hatte zuvor in Schweden verschiedene Hotels und Restaurants geleitet, darunter den Stockholmer Operakällaren (Opernkeller). 1868 mietete er Räume im Haus Ateljébyggnaden an der Ecke Hamngatan zum Park Kungsträdgården an und eröffnete hier im Erdgeschoss sein nach ihm benanntes Café. Zur eleganten Innenausstattung gehörten Teppichböden, Kristallleuchter und bequeme Stühle. Es war das erste Café in Schweden, das stets weiß gedeckte Tisch hatte und in dem die Kellnern einen Frack trugen. Ebenfalls zum Standard gehörten ausliegende inländische und ausländische Zeitungen. Ein besonderer Anziehungspunkt waren die allabendlichen Konzerte im Haus, zu denen schwedische und internationale Orchester spielten.
In den Stockwerken oberhalb des Cafés befanden sich die Räume des Stockholmer Kunstvereins, wodurch es besonders bei Künstlern und Literaten zu einem bevorzugten Treffpunkt wurde. Die Beliebtheit von Blanchs Café führte dazu,    dass Theodor Julius Blanch den Auftrag erhielt, auf dem Gelände der Weltausstellung 1873 in Wien ein schwedisches Restaurant zu betreiben, in dem er den Besuchern Spezialitäten wie Smörgåsbord und Punsch anbot. Blanch, der Interesse an technischen Neuerungen hatte, ließ 1879 elektrisches Licht für die Innenbeleuchtung installieren. Blanchs Café war damit den ersten Ort in Stockholm mit elektrischer Beleuchtung.
1881 stieg Theodor Julius Blanch aus dem Betrieb des Cafés aus, dass aber weiterhin seinen Namen führte. Hinter dem Café eröffnete er im Folgejahr das Blanchs teater mit Eingang zur Västra Trädgårdsgatan. Blanchs Café schloss 1918 und das Gebäude wurde später abgerissen. Seit den 1960er Jahren befindet sich an gleicher Stelle das Sverigehuset.